# PGC 214518
LEDA/PGC 214518 ist eine Elliptische Galaxie vom Hubble-Typ E/S0 im Sternbild Herkules am Nordsternhimmel, die schätzungsweise 435 Millionen Lichtjahre von der Milchstraße entfernt ist. Im selben Himmelsareal befinden sich u. a. die Galaxien NGC 6194, NGC 6196, NGC 6197, IC 4614.